# Wirtschaftsstabilisierungsfonds
Der Wirtschaftsstabilisierungsfonds (WSF) wurde von der deutschen Bundesregierung am 28. März 2020 als Sondervermögen in Folge der COVID-19-Pandemie zur Stabilisierung der Wirtschaft eingerichtet. Er stellte Unternehmen Finanzierungshilfen zur Stärkung der Kapitalbasis und zur Überwindung von Liquiditätsengpässen bereit. Die Antragsfrist war im April 2022 ausgelaufen.
Nach Ablauf der Antragsfrist hat die Bundesregierung im selben Monat eine Neuausrichtung des Fonds beschlossen. Er soll als wirtschaftlicher Abwehrschirm gegen die Folgen des russischen Angriffskriegs dienen. Es sollen insbesondere die steigenden Energiekosten für Privatpersonen und Unternehmen abgefedert werden. Diese Finanzierungsmöglichkeit bestand bis zum Ablauf des Jahres 2023.
Rechtsgrundlage ist das Gesetz zur Errichtung eines Finanzmarkt- und eines Wirtschaftsstabilisierungsfonds (Stabilisierungsfondsgesetz – StFG) vom
17. Oktober 2008 (BGBl. I S. 1982), das zuletzt durch Art. 11 des Gesetzes vom 22. Februar 2023 (BGBl. 2023 I Nr. 51) geändert worden ist.

## COVID-19 Hilfe

### Umfang und Instrumente
Der Fonds hatte ursprünglich ein von der Bundesregierung genehmigtes Volumen von 600 Mrd. Euro, die Europäische Kommission reduzierte es im Juli 2020 auf 500 Mrd. Euro. Angesichts des deutlich geringeren Antragsvolumen verringerte es die Bundesregierung im Januar 2022 auf 250 Mrd. Euro und verlängerte die Antragsfristen bis April 2022. Der Fonds sah zwei Stabilisierungsinstrumente vor:
- Garantien des Bundes zur Absicherung von Krediten einschließlich Kreditlinien,
- Rekapitalisierungen zur direkten Stärkung des Eigenkapitals.

Die Möglichkeiten zur Kapitalzuführung wurden vor allem in Anspruch genommen.

### Bedingungen
Der Fonds richtete sich branchenübergreifend an Unternehmen in der Realwirtschaft. Die Antragsteller mussten in den beiden vergangenen Geschäftsjahren mindestens zwei der drei folgenden Kriterien erfüllt haben:
- Bilanzsumme von mehr als 43 Mio. Euro,
- über 50 Mio. Euro Umsatzerlöse,
- mehr als 249 Arbeitnehmer im Jahresdurchschnitt.[4]

Um eine zielgerichtete Unterstützung zu gewährleisten, war die Hilfe mit mehreren Auflagen verbunden. Es galten Vergütungsbeschränkungen für Organmitglieder, die Auszahlung von Dividenden war für die Dauer der Inanspruchnahme untersagt und es gab eine Reihe von steuerlichen und informativen Verpflichtungen.

### Inanspruchnahme
Insgesamt hat der Fonds 33 Stabilisierungsmaßnahmen zugunsten von 25 Unternehmen mit einem Gesamtvolumen von rund 9,6 Mrd. Euro beschlossen und mit den Unternehmen vertraglich vereinbart. Unternehmen verschiedener Branchen und Größen profitierten von dem Hilfsinstrument. Zu den Unternehmen gehörten:
- Deutsche Lufthansa AG,
- TUI AG,
- FTI Touristik GmbH,
- Galeria Karstadt Kaufhof GmbH,
- MV Werften Holdings Ltd,
- UEE Holding SE & Co. KG (Enercon)
- Georgsmarienhütte Holding GmbH

und weitere Unternehmen.

## Neuausrichtung Abwehrschirm

### Umfang und Instrumente
Nach dem Auslaufen des Fonds wurde er im April 2022 neu ausgerichtete und mit einem Volumen von 200 Mrd. Euro festgelegt. Es sollen Verbraucherinnen und Verbraucher sowie Unternehmen von den hohen Energiepreisen entlastet werden, um Arbeitsplätze zu erhalten und um die Energieversorgung zu gewährleisten. Der Fonds soll folgende Maßnahmen finanzieren:
- Finanzierung von staatliche Programme zur Abfederung von Preissteigerungen beim Bezug von Gas und Strom (Gas- und Strompreisbremse),
- Stützungsmaßnahmen für Unternehmen und marktrelevante Gasimporteure, die aufgrund der Energiekrise in Schwierigkeiten geraten sind.

### Inanspruchnahme
Aufgrund des Grundsatzurteils des Bundesverfassungsgericht zur Schuldenbremse vom 15. November 2023 war, anders als zunächst von der Bundesregierung beabsichtigt, eine Inanspruchnahme des Fonds über das Jahr 2023 hinaus nicht möglich. Die gesetzlich geregelten staatlichen Verpflichtungen aus den Gas- und Strompreisbremsen müssen seitdem aus dem laufenden Haushalt finanziert werden.
Über den Umfang der Inanspruchnahme des Fonds bis Ende 2023 liegen bisher noch keine Berichte vor (Stand Juni 2024).